# Yoboki
Yoboki (Afar Yōbóki, arabisch يوبوكي) ist ein kleiner Ort in der Region Dikhil in Dschibuti. Er liegt in der Hanle-Ebene.
Die Bewohner sind größtenteils Afar. 1958 wurde unter der damaligen französischen Kolonialverwaltung eine Schule für Nomaden eröffnet.
Südwestlich des Ortes befindet sich eine Start- und Landebahn für Flugzeuge. ICAO-Code: HDYO.